# Laventie Military Cemetery
Laventie Military Cemetery is een Britse militaire begraafplaats met gesneuvelden uit de Eerste Wereldoorlog, gelegen in de Franse gemeente La Gorgue in het Noorderdepartement. De begraafplaats werd ontworpen door Herbert Baker en wordt onderhouden door de Commonwealth War Graves Commission. Ze ligt een halve kilometer ten noordoosten van het centrum van de gemeente Laventie, maar weliswaar op het grondgebied van La Gorgue. Ze heeft een nagenoeg vierkantig grondplan met een oppervlakte van 3.120 m². Aan de voorzijde wordt de begraafplaats begrensd door een lage natuurstenen muur en de overige zijden door een beukenhaag. Het Cross of Sacrifice staat centraal opgesteld.  
Er worden 547 doden herdacht, waarvan er 53 niet geïdentificeerd konden worden.  

## Geschiedenis
De dorpen Laventie en La Gorgue lagen het grootste deel van de oorlog in geallieerd gebied. De begraafplaats werd in juli 1916 door de 61st (2nd South Midland) Division gestart en ook door andere Britse eenheden datzelfde jaar en in 1917 verder gebruikt. Vanaf juni 1917 gebruikte ook het Portugese corps de begraafplaats. Ze bleef in gebruik tot april 1918, toen het gebied bij het Duitse lenteoffensief in vijandelijke handen viel. Na de Duitse terugtrekking werden hier in september 1918 ook nog slachtoffers begraven.
Na de oorlog werden 176 Portugese graven overgebracht naar de Portugese militaire begraafplaats van Richebourg in Richebourg. In de jaren 1920 werden nog Britse, Indische en Chinese slachtoffers die werden verzameld vanuit de omliggende slagvelden en enkele kleine ontruimde begraafplaatsen, bijgezet. Deze begraafplaatsen waren: Englos Churchyard in Englos, Haubourdin Communal Cemetery in Haubourdin, Laventie (Rue du Patronnage) German Cemetery in Laventie, Lestrem Communal Cemetery in Lestrem, Roubaix Communal Cemetery en Roubaix (Rue Joffroy) German Cemtery in Roubaix en Tressin Churchyard in Tressin. 
Er liggen nu 468 Britten (waaronder 8 niet geïdentificeerde), 5 Australiërs, 71 Indiërs (waaronder 43 niet geïdentificeerde), 1 niet geïdentificeerde Chinees (was werkzaam bij het Chinese Labour Corps) en 3 Duitsers (waaronder 1 niet geïdentificeerde) begraven. Negen Britten worden herdacht met een Duhalow Block omdat zij oorspronkelijk op andere begraafplaatsen lagen maar hun graven daar verloren gingen.

## Graven
- John Henry Beer, luitenant-kolonel bij het Royal Warwickshire Regiment is de hoogste in rang op deze begraafplaats.

### Onderscheiden militairen
- G.E.H. McElroy, kapitein bij de Royal Air Force werd driemaal onderscheiden met het Military Cross en tweemaal met het Distinguished Flying Cross (MC and 2 Bars, DFC and Bar).
- sergeant Duncan Fraser, korporaals W.H. Saunders en Walter George Davis, kanonnier A. Bellis, geleider Albert Murgatroyd en de soldaten Arthur Edward Stephens en G. McAlpine ontvingen de Military Medal (MM).

### Minderjarige militairen
- soldaat L.T. Foxon van het Gloucestershire Regiment was slechts 15 jaar toen hij sneuvelde op 19 juli 1916.
- schutter Ernest E. Reynolds van de Oxford and Bucks Light Infantry was slechts 16 jaar toen hij sneuvelde.
- kanonnier E. Towell,en de soldaten William E. Hooper en Frederick W. Wittick waren 17 jaar toen ze sneuvelden.